# علمنة

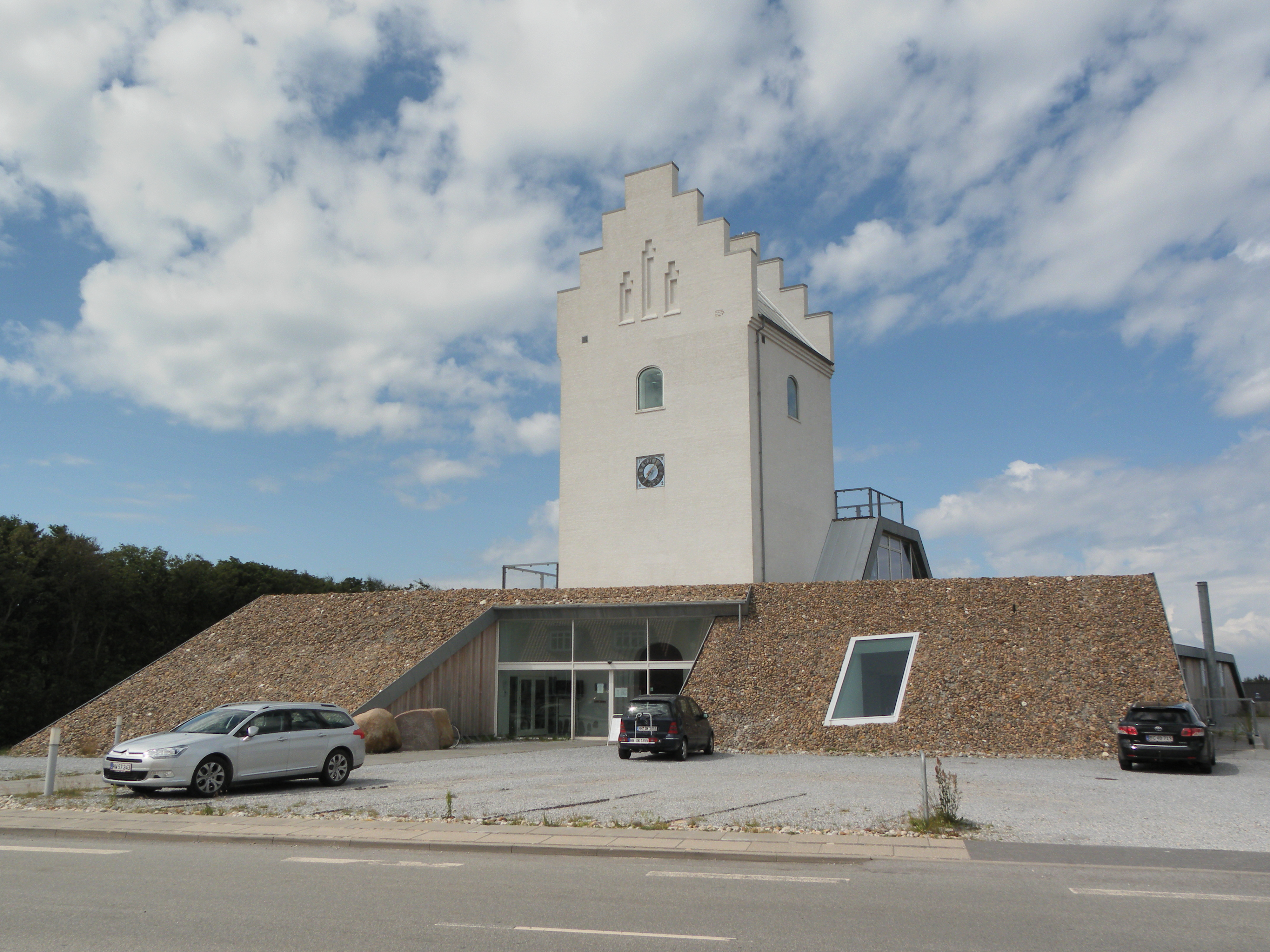
كنيسة في Læsø، الدنمارك تم تحويلها إلى منتجع صحي في عام 2008

العلمنة هي تحول مجتمع ذي هوية وثيقة الصلة بالقيم والمؤسسات الدينية نحو القيم غير الدينية والمؤسسات العلمانية. تشير أطروحة العلمنة إلى الاعتقاد بأن مع تقدم المجتمعات، لاسيما من خلال التحديث أو الترشيد، يفقد الدين سلطته في جميع جوانب الحياة الاجتماعية والحكم الرشيد. قد يرد مصطلح العلمنة في سياق رفع القيود الرهبانية عن أحد رجال الدين. تتضمن العلمنة العملية التاريخية التي يفقد فيها الدين الأهمية الاجتماعية والثقافية. يصبح دور الدين في المجتمعات الحديثة محدوداً كنتيجة للعلمنة. في المجتمعات العلمانية، يفقد الإيمان سلطته الثقافية، والقوة الاجتماعية للمنظمات الدينية ضعيفة.
للعلمنة عدة مستويات من المعنى، كنظرية وعملية تاريخية. افترض المنظرون الاجتماعيون مثل كارل ماركس (1818-1883)، وسيجموند فرويد (1856-1939)، وماكس فيبر (1864-1920) وإميل دوركايم (1858-1917) أن تحديث المجتمع سيتضمن انخفاضًا في مستويات التدين. تسعى دراسة هذه العملية إلى تحديد الطريقة التي تفقد بها العقائد والممارسات والمؤسسات الدينية الأهمية الاجتماعية وإلى أي مدى تفقدها. يزعم بعض المنظرين أن علمنة الحضارة الحديثة ناتجة جزئيًا عن عدم قدرتنا على تكييف الاحتياجات الأخلاقية والروحية للنفس البشرية مع التقدم المتسارع للعلوم الفيزيائية.
على النقيض من أطروحة «التحديث»، يجادل كريستيان سميث وآخرون بأن النخبة الفكرية والثقافية تشجع العلمنة لتعزيز مكانتها وتأثيرها. يعتقد سميث أن المثقفين لديهم ميول كامنة لمعاداة ثقافاتهم الأصلية، وهذا ما يؤدي بهم للعلمانية. لمصطلح العلمنة معان إضافية، تاريخية ودينية في المقام الأول. بالتطبيق على ممتلكات الكنيسة، فهي تشير تاريخيا إلى الاستيلاء على أراضي الكنيسة ومبانيها؛ كعندما حل هنري الثامن الأديرة في إنجلترا في القرن السادس عشر، والأفعال اللاحقة خلال الثورة الفرنسية في القرن الثامن عشر، وكذلك من قبل مختلف الحكومات الأوروبية المستبدة المستنيرة المناهضة لرجال الدين خلال القرن الثامن عشر والتاسع عشر، ما أدى إلى طرد وقمع المجتمعات الدينية التي احتلتها. مثّل الصراع الثقافي في ألمانيا وسويسرا في القرن التاسع عشر وأحداث مماثلة في العديد من البلدان الأخرى تعبيرًا عن العلمانية.
ما زال يوجد شكل آخر من أشكال العلمنة يشير إلى فعل الأساقفة الأمراء أو حاملي المنصب في نظام رهباني أو عسكري -الاحتفاظ بسلطة دينية وعلمانية مشتركة تحت الكنيسة الكاثوليكية- الذين انفصلوا وجعلوا أنفسهم تابعين لحكم وراثي وعلماني تمامًا (بروتستانتية نموذجية).
على سبيل المثال، تحول غوتهارد كيتلر (1517-1587)، وهو آخر قائد لفرسان اليفونيان، إلى اللوثرية، وأخذ لنفسه أراضي سيميغاليا وكورلاند نيابة عن الفرسان وعلمنها، ما مكنه من الزواج وترك لأحفاده دوقية كورلاند وسيميغاليا.
شهدت الستينات اتجاهات نحو زيادة العلمنة في أوروبا الغربية وأمريكا الشمالية وأستراليا ونيوزيلندا. ترافق هذا التحول مع عوامل اجتماعية رئيسية: الازدهار الاقتصادي، وتمرد الشباب ضد قواعد وأعراف المجتمع، وتحرر المرأة، واللاهوت الراديكالي، والسياسة الراديكالية.

## الخلفية
تُنسب العلمنة في بعض الأحيان إلى التحولات الاجتماعية في المجتمع بعد ظهور العقلانية وتطور العلوم كبديل عن الخرافات. وصف ماكس فيبر هذه العملية بتحرير العالم من الوهم، والتغييرات التي أجرتها المؤسسات الدينية للتعويض. في المراحل الأساسية، تبدأ العملية بالانتقال البطيء من التقليد الشفهي إلى ثقافة الكتابة التي تنشر المعرفة. يقلل ذلك بدايةً من سلطة رجال الدين كأوصياء على المعرفة السماوية. كان لانتقال مسؤولية التعليم من الأسرة والمجتمع إلى الدولة نتيجتان:
- تتضاءل الإرادة الجماعية حسب تعريف دوركايم.
- يصبح الدين مسألة اختيار فردي وليس التزامًا اجتماعيًا متبعاّ.

إحدى القضايا الأساسية بدراسة العلمنة هي المدى الذي تشير به بعض الاتجاهات مثل قلة الذهاب إلى الأماكن الدينية إلى تناقص الميول الدينية أو ببساطة خصخصة المعتقدات الدينية، فلم تعد المعتقدات الدينية تلعب دورًا مسيطراً في الحياة العامة أو غيرها من المجالات المؤثرة على اتخاذ القرار. قضية العلمنة تُناقش في مختلف التقاليد الدينية. غالبًا يُستشهد بحكومة تركيا كمثال، بعد إلغاء الخلافة العثمانية وتأسيس الجمهورية التركية في عام 1923. هذه السيادة الشعبية الراسخة في إطار جمهوري علماني، بمقابل نظام مُستند بسلطته على الدين، هو واحد من العديد من الأمثلة على تحديث الدولة، والتي أظهرت أن العلمنة والديموقراطية عمليتان تعززان بعضها البعض، بالاعتماد على الفصل بين الدين والدولة.
في دول علمانية صريحة مثل الهند، قيل بأنه كان هناك حاجة إلى قانون للتسامح والاحترام بين الأديان المختلفة تمامًا، في حين أن علمنة الغرب كانت استجابة للخلاف العنيف الجذري بين الطوائف المسيحيية الكاثوليكية والبروتستانتية. جادل البعض بأن العلمنة الغربية والهندية مختلفتين اختلافًا جذريًا في تعاملها مع التحرر من القوانين والسيطرة الدينية. تعد اعتبارات التسامح والاستقلال مرتبطة بأي دولة علمانية.